# BLZF1
Golgin-45 es una proteína que en humanos está codificada por el gen BLZF1.

## Interacciones
Se ha demostrado que BLZF1 interactúa con GORASP2.